# San Guillermo (Santa Fe)
San Guillermo è un comune argentino del dipartimento di San Cristóbal nella provincia di Santa Fe. È sita a 250 km a nord-est dalla capitale della provincia, Santa Fe, e ad 80 km dalla capitale del dipartimento, San Cristóbal.

## Comuni gemellati
San Guillermo è gemellata con:
- Cumiana